# Laguna de los Claveles
La Laguna de los Claveles está ubicada en la ladera este del pico Peñalara, en la zona central de la Sierra de Guadarrama (sierra perteneciente al Sistema Central). También se sitúa en la zona central del parque natural de Peñalara y en el término municipal de Rascafría, en el noroeste de la Comunidad de Madrid. 

## Descripción
Esta laguna de origen glaciar está localizada en un arco morrénico en la zona del circo de Pepe Hernando. Se trata de una laguna de carácter temporal, secándose generalmente a mediados del período estival. El fondo de la cubeta está ocupado por piedras de tamaño medio (0,1-1 m de diámetro), no existiendo apenas un depósito de limos, lo que le confiere un carácter muy permeable.
Aunque su profundidad máxima es de 2,6 m, tras el deshielo alcanza un volumen total similar al de la laguna Grande de Peñalara y una superficie ligeramente mayor. Tiene una forma alargada de norte a sur y una superficie aproximada de media hectárea. Está a una altitud de 2.119 metros sobre el nivel del mar y se asienta en una pequeña zona llana al este del Pico de Peñalara (2.428 m), el pico más alto de toda la Sierra de Guadarrama. Esta laguna permanece helada desde diciembre hasta marzo y debido a esto, no habitan peces en sus aguas, pero sí anfibios y aves. 

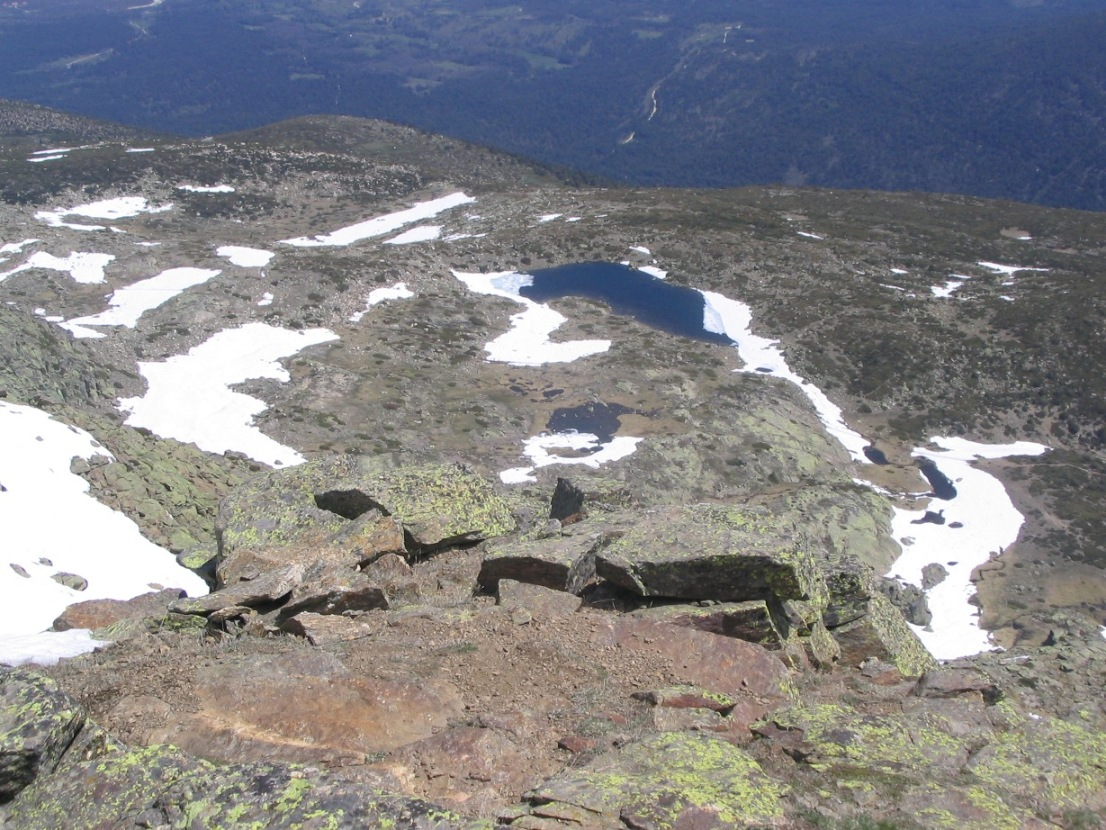
Vista de la Laguna de los Claveles desde la cima de Peñalara.